# Прудентополис (микрорегион)

Прудентополис на карте.

Прудентополис (порт. Microrregião de Prudentópolis) — микрорегион в Бразилии, входит в штат Парана. Составная часть мезорегиона Юго-восток штата Парана. Население составляет 	128 327	 человек (на 2010 год). Площадь — 	6082,137	 км². Плотность населения — 	21,10	 чел./км².

## Демография
Согласно сведениям, собранным в ходе переписи 2010 г. Национальным институтом географии и статистики (IBGE), население микрорегиона составляет:						
| Полное население                             | Полное население                             | Полное население                             | Полное население                             | 128 327 |
| -------------------------------------------- | -------------------------------------------- | -------------------------------------------- | -------------------------------------------- | ------- |
| в том числе:                                 | Городское население                          | 58 995                                       | Процент городского населения, %              | 45,97   |
|                                              | Сельское население                           | 69 332                                       | Процент сельского населения, %               | 54,03   |
|                                              | Мужское население                            | 65 672                                       | Процент мужского населения, %                | 51,18   |
|                                              | Женское население                            | 62 655                                       | Процент женского населения, %                | 48,82   |
| Плотность населения, чел/км²                 | Плотность населения, чел/км²                 | Плотность населения, чел/км²                 | Плотность населения, чел/км²                 | 21,10   |
| Население микрорегиона в % к населению штата | Население микрорегиона в % к населению штата | Население микрорегиона в % к населению штата | Население микрорегиона в % к населению штата | 1,23    |

## Статистика
- Валовой внутренний продукт на 2003 год составляет 920 306 282,00 реалов (данные: Бразильский институт географии и статистики).
- Валовой внутренний продукт на душу населения на 2003 год составляет 7602,68 реалов (данные: Бразильский институт географии и статистики).
- Индекс развития человеческого потенциала на 2000 год составляет 0,725 (данные: Программа развития ООН).

## Состав микрорегиона
В составе микрорегиона включены следующие муниципалитеты:
1. Фернандис-Пиньейру
2. Гуамиранга
3. Имбитува
4. Ипиранга
5. Иваи
6. Прудентополис
7. Тейшейра-Соарис